# Crespi d'Adda
Crespi d'Adda är ett brukssamhälle i kommunen Capriate San Gervasio i provinsen Bergamo i Italien. Det grundades i slutet av 1800-talet och ligger vid floden där Brembo mynnar ut i floden Adda. Crespi d'Adda tillhör bomullsfabriken som familjen Crespi äger och är ett exempel på hur fabriker under den industriella revolutionen byggde arbetarbostäder med tillhörande skola, kyrka och annat som samhället var behov av. Crespi d'Adda är ännu intakt och används delvis för industriella ändamål, även om förändrade ekonomiska och sociala förhållanden nu hotar dess överlevnad. Sedan 1995 har samhället haft världsarvsstatus.

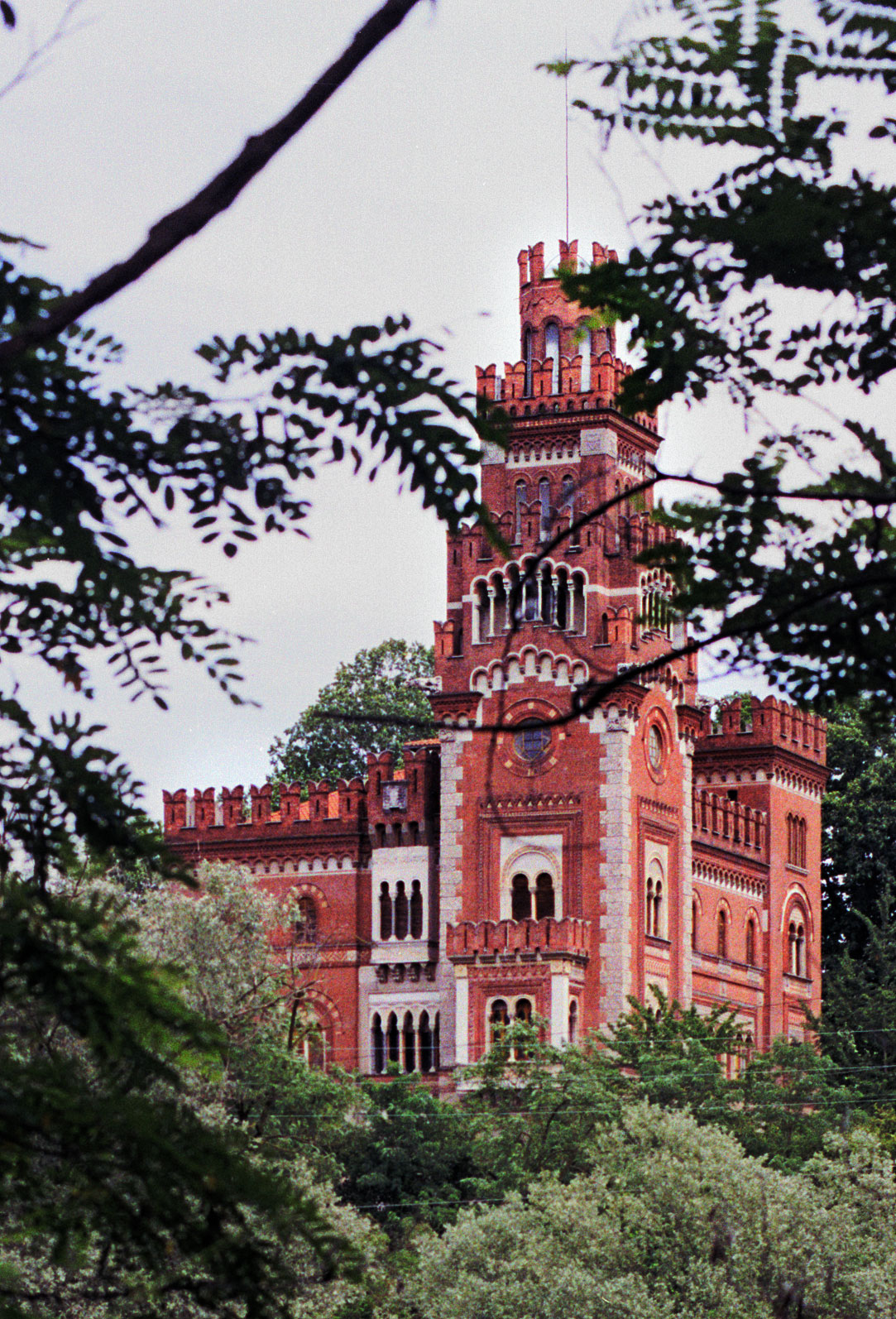
Släkten Crespis herresäte

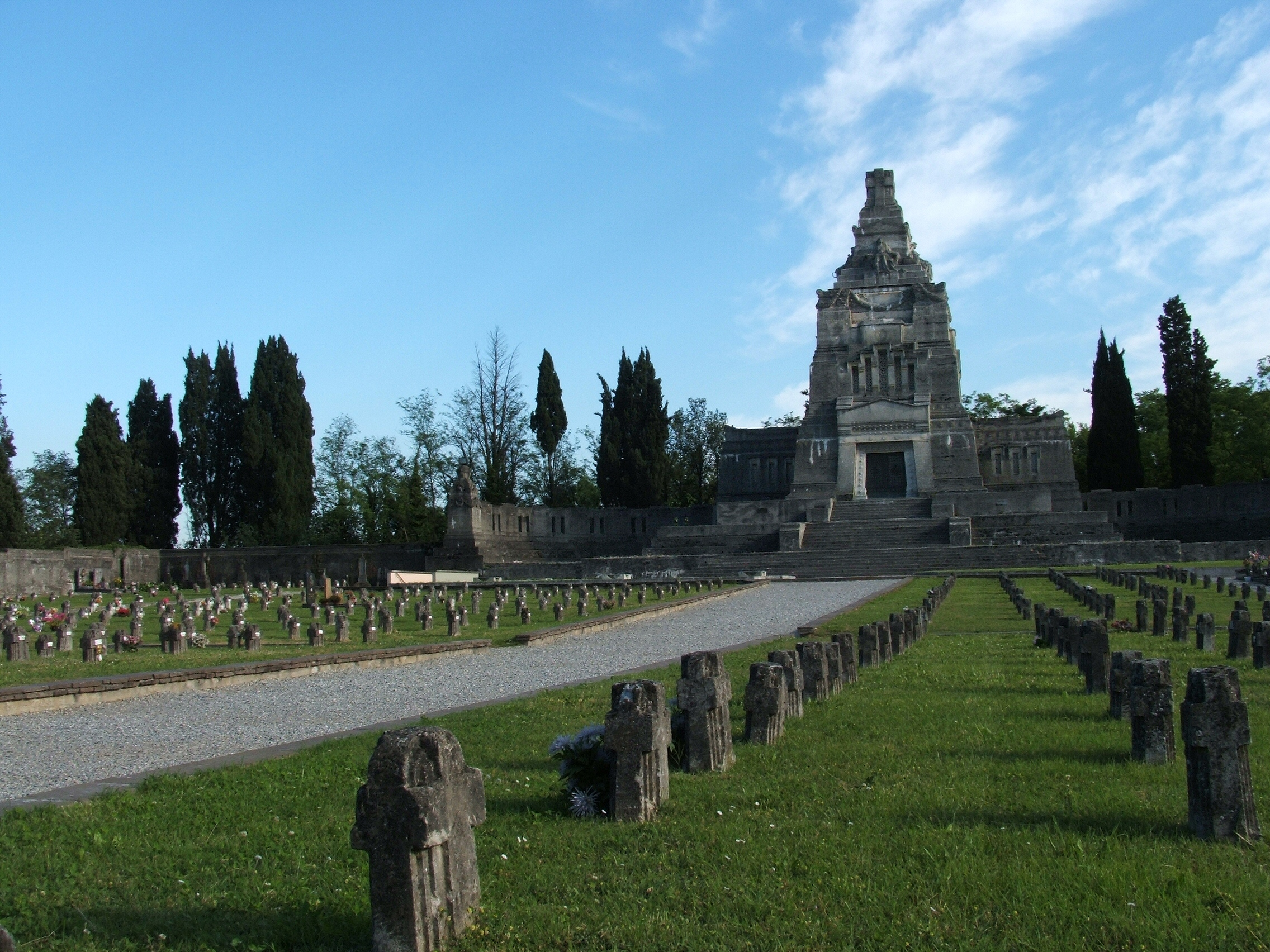
Crespi d'Addas begravningsplats

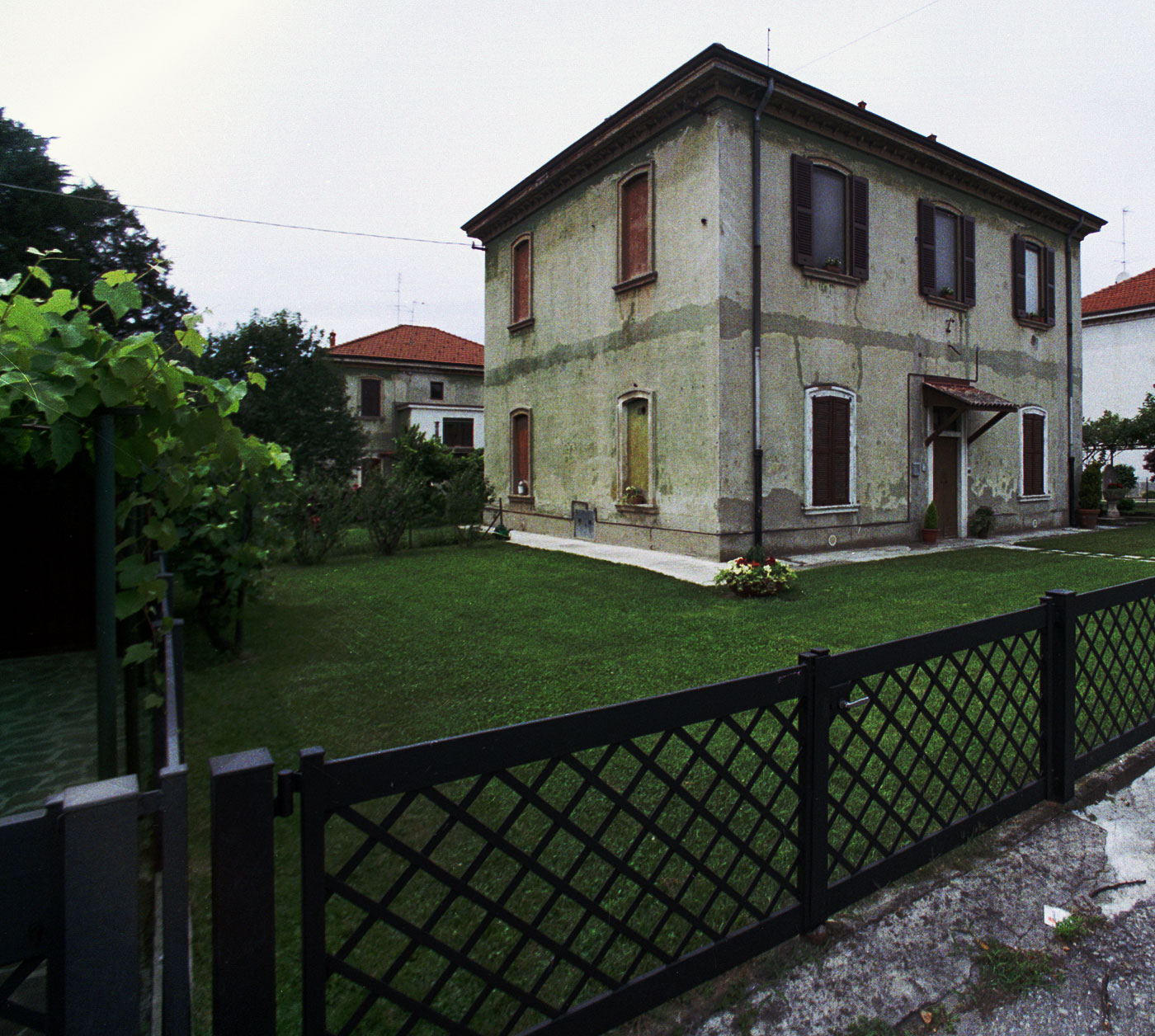
En arbetarbostad med trädgård

## Historia
1875 köpte Cristoforo Benigno Crespi, en textiltillverkare från Busto Arsizio i provinsen Varese, den 1 km långa dalen mellan vattendragen Brembo och Adda, söder om Capriate, med avsikt att bygga en bomullsfabrik invid Adda.
Cristoforo Crespi introducerade den modernaste spinningen, vävningen och slutprocesserna i sin fabrik. Vattenkraftverket i Trezzo, i Adda, endast ett fåtal km uppströms, byggdes omkring 1906 för Cristoforo. Samhället som byggdes upp 1878 intill bomullsfabriken hade samhällsinrättningar såsom en läkarmottagning, ett skolhus, en teater, en begravningsplats, ett tvätthus och en kyrka.
Både samhället och fabriken lystes upp av elektriskt ljus. Crespi d'Adda var den första byn i Italien med modern offentlig belysning. De engelskinspirerade arbetarbostäderna ligger i linje längs parallella gator öster om fabriken. En trädkantad aveny separerar produktionsområdet och bostäderna.
Ernesto Pirovano fick i uppdrag att planera samhällets arkitektur och plan (förutom den första spinningavdelningen, skapad av ingenjören Angelo Colla). Under en tid av omkring 50 år genomförde Pirovano, med hjälp av ingenjören Pietro Brunati, byggandet av samhället.
1889 började Cristoforos son, Silvio, arbeta på fabriken som chef, efter att studerat i Oldham i England. Han vände sig bort från de stora flerbostadshusen till förmån för enfamiljshus med egna trädgårdar, vilket han ansåg främjade harmoni och var ett försvar mot industriella stridigheter. Han införde sin policy i praktiken 1892 och under åren som följde var det inga strejker eller andra former av social oro.
Den stora depressionen 1929 och den hårda fascistiska skattepolitiken resulterade i att släkten Crespi tvingades sälja hela samhället till STI, Italienska textilverket, som överförde det till företaget Rossarl e Varzi 1970. Det hamnade sedan hos företaget Legler, som sålde de flesta husen. Slutligen hade företagsgruppen Polli hand om det, med 600 anställda i Crespi d'Adda, jämfört med de 3 200 som var anställda under toppåren.
Idag är de som bor i samhället till största delen ättlingar till de första arbetarna. Frabriksproduktionen – som under hela dess verksamhetstid bestått av bomullstextilier – lades ned först 2004.